# Nikobári kígyászsas
A nikobári kígyászsas (Spilornis klossi) a madarak osztályának vágómadár-alakúak (Accipitriformes) rendjébe a vágómadárfélék (Accipitridae) családjába és a kígyászölyvformák (Circaetinae) alcsaládjába tartozó faj.

## Rendszerezése
A fajt Charles Wallace Richmond amerikai ornitológus írta le 1902-ben.

## Előfordulása
Az Indiához tartozó Nikobár-szigetek területén honos. Természetes élőhelyei a szubtrópusi és trópusi síkvidéki esőerdők. Állandó, nem vonuló faj.

## Megjelenése
Testhossza 42 centiméter, szárnyfesztávolsága 85-95 centiméter.

## Természetvédelmi helyzete
Az elterjedési területe kicsi, egyedszáma pedig csökken. A Természetvédelmi Világszövetség Vörös listáján mérsékelten fenyegetett fajként szerepel.